# Hüyükköy, Orta
Hüyükköy là một xã thuộc huyện Orta, tỉnh Çankırı, Thổ Nhĩ Kỳ. Dân số thời điểm năm 2010 là 115 người.